# Peano-kromme
De Peano-kromme is een vlakke, ruimtevullende kromme, vernoemd naar zijn ontdekker de Italiaanse wiskundige Giuseppe Peano) en gedefinieerd als de limiet van een rij van krommen. Naar het voorbeeld van de Peano-kromme wordt elke vlakke, ruimtevullende kromme wel aangeduid als een Peano-kromme.

## Constructie
De Peano-kromme wordt als volgt geconstrueerd. Verdeel een vierkant in negen gelijke vierkanten en verbindt de middelpunten in een S-vormige volgorde. In de volgende stap wordt elk van deze vierkanten opnieuw onderverdeeld in negen vierkanten, waarvan de middelpunten weer in S-vormige volgorde verbonden worden. De negen S-vormige krommen worden onderling verbonden tot één enkele kromme. Dit proces kan eindeloos worden voortgezet. Het plaatje rechts laat de derde fase met 81 vierkanten zien.

## Alternatieve constructie
Men kan overigens het enigszins ingewikkelde concept van een limiet van krommen vermijden, en van het begin af aan al steeds meer tussenpunten direct definiëren (in plaats van als limiet). Men kan de geparametriseerde kromme (voor hetzelfde voorbeeld als boven) namelijk ook als volgt beschrijven. De kromme loopt van het punt linksonder naar het punt rechtsboven. Het parameterdomein wordt in 9 gelijke delen verdeeld; het beginpunt (nr. 0), de 8 tussenpunten en het eindpunt (nr. 9), zijn als volgt:
```
    3         9

2       4,8

   1,5        7

0        6
```

Ieder interval van het parameterdomein wordt ook weer in 9 gelijke delen verdeeld. De 8 tussenpunten worden steeds bepaald volgens hetzelfde schema (ten opzichte van het begin- en eindpunt; het schema wordt daarbij zo nodig om de horizontale of verticale middenas gespiegeld of 180 graden gedraaid). Dit proces wordt steeds herhaald. Iedere parameterwaarde is de limiet van een rij parameterwaarden waarvoor de punten op de kromme zo zijn gedefinieerd. Het punt voor zo'n parameterwaarde is de limiet van de rij punten.
Merk op dat het punt linksboven correspondeert met de parameterwaarde gelijk aan het 9-tallige 0,2222.. (dus 1/4) als het interval [0,1] is, en het punt rechtsonder met het 9-tallige 0,6666.. (dus 3/4). Het midden correspondeert met het 9-tallige 0,4444.. (dus 1/2).

## Symmetrie
De Peano-kromme heeft rotatiesymmetrie van orde 2.

## Lengte
De lengte van de kromme is zeker oneindig, aangezien een kromme van eindige lengte niet ruimtevullend kan zijn.